# Whewell (cràter)
Whewell és un cràter d'impacte situat a la Lluna que es troba en un tram de terreny ressorgit per fluxos de lava a l'oest de la Mare Tranquillitatis. Es troba a uns 25 km a l'est del cràter pràcticament desintegrat Tempel i a nord-oest de D'Arrest. Més de 25 km a l'est es troba Cayley, una formació lleugerament més gran però molt similar. A nord es localitza la Rima Ariadaeus, que és una esquerda lineal de 300 km de llarg que es va formar quan una secció de l'escorça de la Lluna es va enfonsar entre dues línies de falla paral·leles, produint un fossa tectònica. Més a nord es troba el cràter de 90 km de diàmetre Julius Caesar.
El seu diàmetre és de 13 km, amb una profunditat de 2300 metres. A més, la seva àrea és d'al voltant de 140 km² i el perímetre és d'uns 45 km.

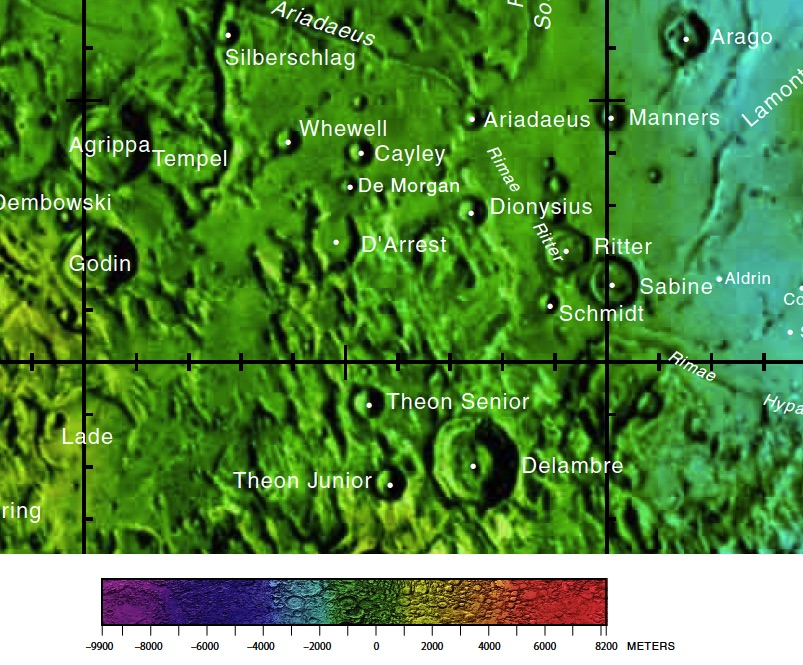
Localització de Whewell (quadrant superior esquerra de la imatge)
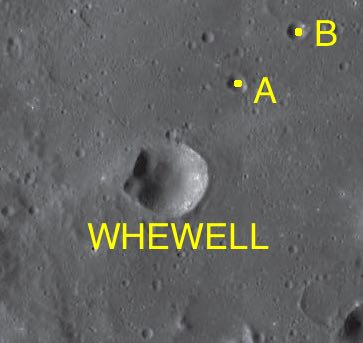
Cràters satèl·lit
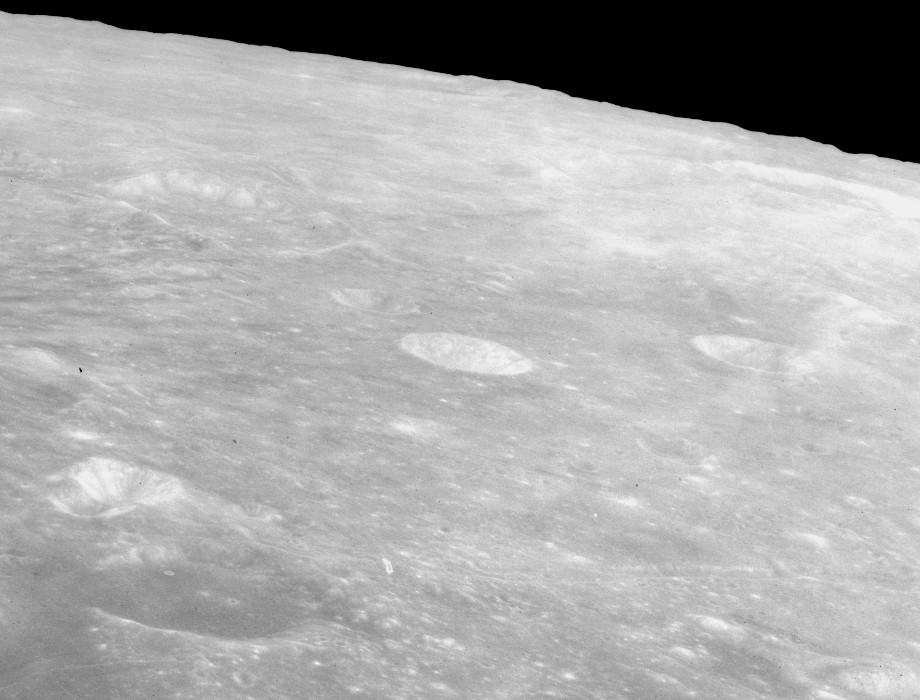
Rodalies de Cayley. Fotografia presa des de l'Apollo 15

Es tracta d'un cràter circular en forma de bol, amb parets interiors que s'inclinen suaument cap a una petita plataforma interior. Aquest cràter no s'ha erosionat significativament, i la seva vora està ben definida. Un petit cràter anònim a nord s'uneix amb Whewell. També en aquesta mateixa zona es localitzen dos revolts més petits i una gran corba cap al sud-oest, originades per impactes més petits propers al cràter.

## Cràters satèl·lit
Per convenció aquests elements són identificats en els mapes lunars posant la lletra en el costat del punt central del cràter que està més proper a Whewell.
| Whewell | Coordenades                        | Diàmetre |
| ------- | ---------------------------------- | -------- |
| A       | 4° 42′ N, 14° 06′ E / 4.7°N,14.1°E | 4 km     |
| B       | 5° 00′ N, 14° 30′ E / 5.0°N,14.5°E | 3 km     |